# Hans-Jürgen Schings
Hans-Jürgen Schings (* 27. Februar 1937) ist ein deutscher Germanist.

## Leben
Hans-Jürgen Schings wurde 1965 in Köln bei Gerhard Fricke promoviert, er habilitierte sich 1975 in Mainz. Von 1974 bis 1981 war er Ordentlicher Professor an der Universität Würzburg, von 1981 bis 1986 an der Universität Heidelberg, von 1986 bis zu seiner Emeritierung 2005 an der Freien Universität Berlin. Zu seinen Arbeitsschwerpunkten in Forschung und Lehre gehören die deutsche Literatur des Barock, der Aufklärung, der Goethe-Zeit und der klassischen Moderne. Sein besonderes Interesse gilt seit seiner Habilitationsschrift über Melancholie und Aufklärung der literarischen Anthropologie, einem Forschungsfeld, auf dem er zahlreiche Studien angeregt hat.
Gastprofessuren führten Schings in die USA an die University of Kansas (1981) und an die University of California, Los Angeles (1990 und 1993) sowie nach Japan an die Nihon-Universität, Tokyo (2000).
Zu seinen Schülerinnen und Schülern gehören Peter-André Alt, Gundula Ehrhardt, Monika Fick, Werner E. Gerabek, Alexander Košenina, Stephan Porombka, Wolfgang Riedel, Hedwig Richter und Norbert Christian Wolf.
Anlässlich seines 65. Geburtstages wurde ihm 2002 die Festschrift Prägnanter Moment gewidmet.

## Auszeichnungen
- 2005 erhielt Hans-Jürgen Schings die Goldene Goethe-Medaille der Goethe-Gesellschaft Weimar.

## Schriften
- Die patristische und stoische Tradition bei Andreas Gryphius. Untersuchungen zu den Dissertationes funebres und Trauerspielen. (= Kölner Germanistische Studien, Bd. 2). Böhlau, Köln/Graz 1966.
- Melancholie und Aufklärung. Melancholiker und ihre Kritiker in Erfahrungsseelenkunde und Literatur des 18. Jahrhunderts. Metzler, Stuttgart 1977, ISBN 3-476-00354-X.
- „Der mitleidigste Mensch ist der beste Mensch“. Poetik des Mitleids von Lessing bis Büchner. C.H. Beck, München 1980, ISBN 3-406-07605-X.
- Die Brüder des Marquis Posa. Schiller und der Geheimbund der Illuminaten. Niemeyer, Tübingen 1996, ISBN 3-484-10728-6.
- Zustimmung zur Welt. Goethe-Studien. Königshausen und Neumann, Würzburg 2011, ISBN 978-3-8260-4663-6.
- Revolutionsetüden. Schiller, Goethe, Kleist. Königshausen und Neumann, Würzburg 2012, ISBN 978-3-8260-4984-2.
- Die Revolution des Feindes. Studien zum Ideenkrieg 1914 gegen 1789. Verlag Königshausen & Neumann, Würzburg 2024, ISBN 978-3-8260-8324-2.